# Moskauer Synodalchor
Der Moskauer Synodalchor (russisch Московский Синодальный хор / Moskowski Sinodalny chor, wiss. Transliteration Moskovskij Sinodal'nyj chor) war der Chor der Moskauer Synodalschule. Er wurde 1721 in Moskau gegründet. Bevor er 1919 aufgelöst und in die Chorfakultät des Moskauer Konservatoriums integriert wurde, war er einer der ältesten Chöre in Russland. Der Chor wurde in neuerer Zeit wiederbelebt.

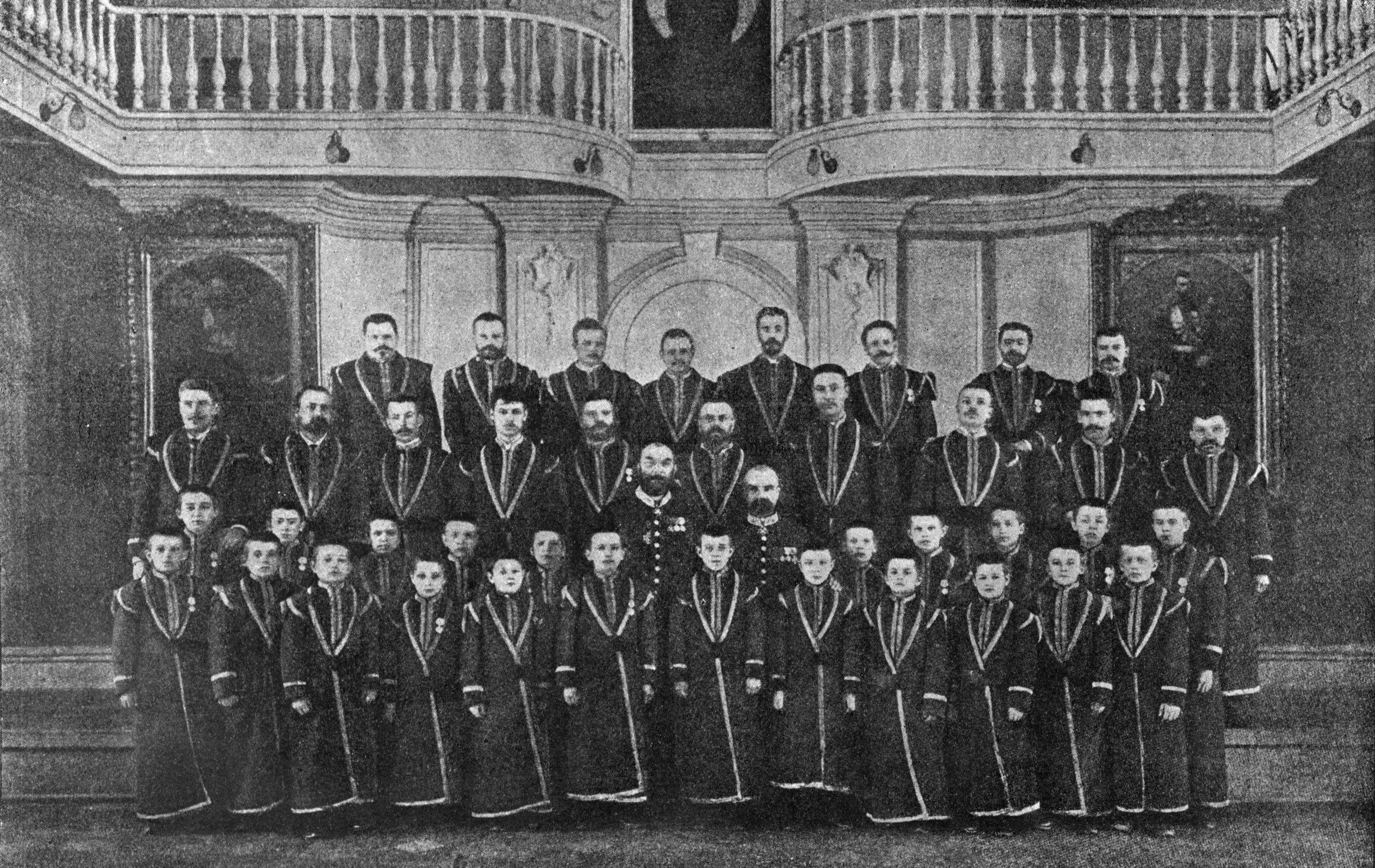
Moskauer Synodalchor

## Geschichte
Die Grundlage des Synodalchores bildete der russische Patriarchalchor, der im 16. Jahrhundert von erwachsenen Geistlichen gegründet wurde. Nach der Aufhebung des Patriarchats im Jahr 1700 im Zuge der Kirchenreform von Peter dem Großen wurde der Chor Kathedralchor (соборный хор) genannt und der Mariä-Entschlafens-Kathedrale des Moskauer Kremls angeschlossen. Nach der Errichtung des Heiligsten Synods im Jahr 1721 wurde der Chor offiziell als Moskauer Synodalchor bekannt. Der Chor führte sakrale Musik in Kirchen auf. Im Chor sangen nur männliche Geistliche der Kirche.
Während des 17. und 18. Jahrhunderts war der Synodalchor in Bezug auf Können und Leistung ein Rivale des zareneigenen Chors der geistlichen Sänger der Kaiserlichen Hofkapelle, der 1712 von Moskau in die neue Hauptstadt St. Petersburg übersiedelte.
Im 19. und 20. Jahrhundert begann der Chor auch weltliche Musik und russische Volkslieder aufzuführen.
Alexander Kastalski (1856–1926) war der letzte Direktor der Schule und des Chores. 1910 feierte der Moskauer Synodalchor sein zweihundertjähriges Bestehen unter der Leitung von Nikolai Danilin mit der Uraufführung von Rachmaninows Liturgie des hl. Johannes Chrysostomus (op. 31).
Die Komponisten Sergei Rachmaninow, Alexander Kastalski, Peter Tschaikowski, Sergei Tanejew, Wiktor Kalinnikow und Pawel Tschesnokow schrieben Werke für den Chor. Der Chor war der erste, der viele Stücke der russischen geistlichen Musik aufführte (insbesondere Alexander Gretschaninows Ganznächtliche Vigil im Jahr 1912). Der Chor wurde von den Musikern S. W. Smolenski, W. S. Orlow, A. D. Kastalski, N. M. Danilin geleitet. Von den Leitern des Chores schrieben Tabolowski und Morigerowski Musik.
1919 wurde die Moskauer Synodalschule aufgelöst und in das Moskauer Konservatorium eingegliedert, der Chor hörte auf, geistliche Musik zu singen, und der Knabensopran wurde entlassen, obwohl Kastalski bis 1923 weiterhin Volksmusik mit dem Chor sang.

## Wiedererstehen
Der Moskauer Synodalchor wurde 2009 mit dem Segen von Kyrill I., Patriarch von Moskau und der ganzen Rus, unter dem Dirigenten Alexei Pusakow, Volkskünstler Russlands, wiederbelebt.
Die Wiedererstehen des Synodalchors im Frühjahr 2009 steht in besonderer Verbindung zu dem Metropoliten Hilarion (Metropolit von Wolokolamsk, vormaliger Bischof von Wien und Österreich), als dieser zum Vorsteher der Moskauer Kirche der Ikone der Gottesmutter „Aller Betrübten Freude“ berufen wurde. Der Synodalchor „wurde mit Hilfe des Chors dieser Kirche wiederbelebt, wo seit 1948 die Traditionen der Moskauer Schule des Kirchengesangs bewahrt worden waren“.
Der Chor kooperiert mit Orchestern wie dem Tschaikowski-Sinfonieorchester und dem Russischen Nationalorchester. Der Chor besteht derzeit aus ca. 80 Sängern unterschiedlichen Alters. Neben der Teilnahme an feierlichen Gottesdiensten führt der Moskauer Synodalchor Konzertprogramme über Moskau hinaus auch in Russland und im Ausland auf. Beispielsweise ist er eines der teilnehmenden Ensembles der Russischen Jahreszeiten.
Der Erzpriester W. M. Metallow ist Verfasser eines zweibändigen Werkes über den Synodalchor und seine Geschichte (St. Petersburg 1898, 1901).